# Třída V (1914)
Třída V byla třída pobřežních diesel-elektrických ponorek britského královského námořnictva. Celkem byly postaveny čtyři jednotky této třídy. Do služby byly zařazeny v letech 1915–1916. První světovou válku přečkaly beze ztráty. V letech 1920–1921 byly prodány do šrotu.

## Stavba
V únoru 1912 ponorkový výbor navrhl vývoj nových ponorek s výtlakem 1000 tun pro oceánskou službu (pozdější HMS Nautilus) a výtlakem přibližně 300 tun pro pobřežní operace (pozdější třídy S a F). Zároveň byla schválena stavba pobřežních ponorek podle návrhu loděnice Vickers, který konstrukčně navazoval na třídu S. Prototypová ponorka byla objednána v březnu 1913 a její tři sesterské čluny v srpnu 1913. Celkem byly postaveny čtyři ponorky této třídy. Postavila je britská loděnice Vickers v Barrow-in-Furness. Do služby byly přijaty v letech 1915–1916.
Jednotky třídy V:
| Jméno  | Založení kýlu | Spuštěna           | Vstup do služby | Poznámky               |
| ------ | ------------- | ------------------ | --------------- | ---------------------- |
| HMS V1 | 1912          | 23. července 1914  | květen 1915     | Prodána do šrotu 1921. |
| HMS V2 | 1913          | 17. února 1915     | listopad 1915   | Prodána do šrotu 1921. |
| HMS V3 | 1914          | 1. dubna 1915      | leden 1916      | Prodána do šrotu 1920. |
| HMS V4 | 1914          | 25. listopadu 1915 | březen 1916     | Prodána do šrotu 1920. |

## Konstrukce
Ponorky měly částečně dvouplášťovou koncepci. Byly vyzbrojeny dvěma příďovými 457mm torpédomety se zásobou čtyř torpéd. Doplňoval je jeden 76mm kanón. Pohonný systém tvořily dva diesely Vickers o výkonu 900 hp a dva elektromotory o výkonu 450 hp (V2–V4 380 hp), pohánějící dva lodní šrouby. Nejvyšší rychlost na hladině dosahovala čtrnáct uzlů a pod hladinou 8,5 uzlů. Dosah byl 3000 námořních mil při rychlosti devět uzlů na hladině a padesát námořních mil při rychlosti pět uzlů pod hladinou. Operační hloubka ponoru až 30 metrů.